# Jacob Zeilin
Jacob Zeilin, ameriški general marincev, * 16. julij 1806, Filadelfija, Pensilvanija, ZDA, † 18. november 1880, Washington, D.C.

## Življenjepis
1. oktobra 1831 je vstopil v Korpus mornariške pehote Združenih držav Amerike kot poročnik. Ko je končal osnovno urjenje marinskih častnikov v Washingtonu, D.C., je bil najprej premeščen v marinsko vojašnico Filadelfija in nato v Gosport (Portsmouth, Virginija).
Marca 1832 je prišel na krov USS Erie; nato je bil premeščen v Charlestown (Boston, Massachusetts). Avgusta 1834 se je vrnil na USS Erie, kjer je ostal več kot tri leta.
Septembra 1837 se je vrnil v Charlestown (Massachusetts) in nato v New York, kjer je ostal do aprila 1841. Februarja 1842 je bil premeščen na USS Columbus, kjer je preživel nekaj mesecev v Braziliji. Od 1842 do 1845 je služil na vzhodni obali, nakar je bil prestavljen na fregato USS Congress Pacifiškega eskadrona.
Avgusta 1846 je sodeloval pri zavzetju Sante Barbare in San Pedra v Kaliforniji in nato v prvem zavzetju Los Angelesa. Kot poveljnik eskadrona je nato ponovno zavzel San Pedro.
Decembra 1846 je sodeloval pri razbitju obleganja San Bernardo Ranča.
Januarja 1847 je zmagal v bitki za Gabriel.
28. januarja 1847 je postal vojaški poveljnik San Diega. V naslednjih mesecih je kot flotni marinski častnik sodeloval pri zavzetju delov južne Kalifornije in zahodne obale Mehike.
Po koncu ameriško-mehiške vojne je odšel v Norfolk (Virginija), nakar je odšel v New York. Tu je ostal do junija 1852, ko je postal flotni marinski častnik komodorja Perrya pri ekspediciji na Japonsko. 14. julija 1853 je kot drugi član ekspedicije stopil na japonska tla in tako sodeloval pri odpiranju Japonske zahodnemu svetu.
Po vrnitvi z Japonskega je bil ponovno nastanjen v Norfolku, nakar je bil imenovan za poveljnika marinske vojašnice Washington, D.C. Potem je do 1859 služil na fregati USS Wabash. 
Na začetku ameriške državljanske vojne je bil na garnizijski službi sprva v Filadelfiji, nato pa v Washingtonu, D.C. Julija 1861 je bil ranjen v bitki za Bull Run. 
1863 je postal poveljnik marinskega bataljona, ki je imel nalogo zavzeti Charleston (Južna Karolina), toda zaradi bolezni je odšel v Portsmouth (New Hampshire).
Po vojni je uspešno branil korpus pred naraščajočimi kritikami. 1868 je odobril nov simbol korpusa - »Orel, globus in sidro.«
Upokojil se je 1. novembra 1876 in umrl 18. novembra 1880 v Washingtonu, D.C. Pokopan je v Laurel Hill Cemetery (Filadelfija, Pensilvanija).
1920 so v njegovo čast poimenovali rušilec USS Zeilin in leta 1941 še transportno ladjo USS Zeilin.

## Odlikovanja
- januar 1847 - bojni čin majorja
- 14. september 1847 - stotnik
- julij 1861 - major

## Napredovanja
- 1. oktober 1831 - poročnik
- 12. september 1836 - nadporočnik